# Sarutobi Sasuke
Sarutobi Sasuke (猿飛佐助) est un ninja fictif qui apparait pour la première fois dans les contes pour enfants japonais durant l'ère Meiji. Il est possible qu'il soit inspiré de personnes ayant réellement existé, comme Kōzuki Sasuke (上月佐助, Kōzuki Sasuke).

## Dans le folklore
Le nom Sarutobi (« singe bondissant », est écrit avec deux kanji : saru (猿) qui signifie « singe », et tobi (飛) qui signifie « bond ». Il est connu pour être aussi rapide et agile qu'un singe, en particulier dans les arbres. De nombreuses œuvres le représentent comme un orphelin ayant été élevé par une bande de singes, ce qui expliquerait ses compétences.
Sasuke est généralement représenté comme un membre, ou le chef, des Dix braves de Sanada, un groupe fictif de ninjas qui auraient combattu pour le seigneur Sanada Yukimura à la bataille du château d'Osaka durant les dernières années de la période Sengoku et il est de loin le plus connu et le plus populaire d'entre eux. Lorsqu'il apparait avec Kirigakure Saizō, l'un de ses compagnons des Dix braves, il a souvent une relation de rivalité avec lui, qui est généralement plus élégant, ou au moins plus propre sur lui, et utilise des techniques magiques. Sasuke est généralement représenté en ninja de Kōga, alors que Saizō est un ninja d'Iga. Ainsi, quand les deux apparaissent ensemble, ils sont presque toujours montrés en frères rivaux et plus tard, après avoir été recrutés à la cause de Sanada, comme les meilleurs amis du monde (cette rivalité fait le parallèle entre celle entre Iga et Kōga et celle entre Hattori et Fūma dans la fiction ninja (en)). Sasuke serait mort lors d'une bataille contre les forces de Tokugawa Ieyasu durant le siège d'Osaka en été 1615, mais il n'y a aucune preuve historique de cela. Dans une autre version, Sasuke infiltra la forteresse de Tokugawa Ieyasu et, s'étant coincé le pied dans un piège à ours tandis qu'il essayait de fuir l'ennemi, se coupa la cheville pour s'échapper avant de se tuer pour éviter d'être capturé.

## Dans la culture populaire
Comme Sarutobi Sasuke est avant tout un personnage imaginaire, on peut dire qu'il n'existe que dans la culture populaire. Quoi qu'il en soit, son image a été très influencée par la fiction ninja, dans laquelle il est généralement représenté en jeune garçon. Son personnage a été immortalisé dans la culture japonaise contemporaine par la littérature pour enfants entre 1911 et 1925,, ainsi que dans Sarutobi Sasuke, l'un des mangas comiques les plus connus de Shigeru Sugiura dans les années 1950 (suivi par Shōnen Jiraiya).
Il est le personnage principal de films tels que La Guerre des espions, Sânada Daisûke to Sarutobi Sasuke, Sarutobi no Ninjutsu et Sarutobi Sasuke Senjogadake no Himatsuri, ainsi que de plusieurs autres films simplement intitulés Sarutobi Sasuke en 1918, 1919, 1922, et 1966. Il est également le personnage principal du film musical Chroniques héroïques du clan Sanada (en). Le second long-métrage d'animation de Toei Animation fut Sarutobi Sasuke, le jeune ninja, racontant l'enfance de Sasuke, qui fut suivi par une série TV. Ce film est également le premier anime avec Sasuke diffusé en Occident (en 1961), bien que toutes les références aux ninjas furent supprimées dans la version anglaise. Il est aussi le personnage principal de la série animée Manga Sarutobi Sasuke (en), du jeu vidéo Ninja Boy Sasuke, et d'un manga de Sampei Shirato de 1962, ainsi que de la série de manga Sarutobi par le « père du manga moderne », Osamu Tezuka, deux ans plus tôt.
Sarutobi Sasuke adulte est un personnage du manga Samurai Deeper Kyo, dans lequel il sert Sanada Yukimura en tant que chef des Dix braves – le même rôle qu'il tient dans Brave 10 (en) et dans le film Kamen Rider Den-O: I'm Born! (en). Sasuke apparait également dans le manga historique L'ère des Shura (au service de Sanada Tsubura), dans le taiga drama Tenchijin (en), dans l'anime brave 10 et dans le film Goemon. Dans la série de jeux vidéo Sengoku Basara, et dans ses adaptations en anime, Sengoku Basara: The Last Party (en) et Sengoku Basara: Samurai Kings (en), il est représenté comme un ninja imprudent mais rusé, aidant Yukimura. Dans le film Shogun Assassins (Sanada Yukimura no Bouryaku), Sasuke est même montré en ninja anthropomorphiste mi-homme mi-singe. Dans la série Super sentai, Ninja Sentai Kakuranger, le personnage principal, Sasuke (Ninja rouge) est un descendant direct de Sarutobi Sasuke, exactement comme pour Ecchan dans la série Sarutobi Ecchan (en).

Le nom même de Sasuke est devenu synonyme de ninja. Par exemple, l'émission de spectacle sportif connu dans les autres pays sous le titre Ninja Warrior est appelé Sasuke dans la version japonaise originale, tandis que Grand Sasuke est le nom de spectacle du catcheur Masanori Murakawa. Plusieurs personnages ninjas nommés Sasuke ou Sarutobi apparaissent dans les séries animées Gintama, Haō Taikei Ryū Knight (en) et Ranma 1/2 (Sasuke Sarugakure), dans les jeux vidéo Captain Commando, Ehrgeiz, Shall We Date?: Ninja Love (une option romance ou le personnage du joueur), Gotcha Force (en), Kessen (une femme ninja), Ninja Master's: Haō Ninpō Chō (où il est le protagoniste), Samurai Warriors et Suikoden II, dans la série de jeux vidéo Ganbare Goemon (en robot ninja), et dans les cartes à jouer Yu-Gi-Oh!. Il est aussi presque omniprésent dans le manga Naruto dans lequel le nom de plusieurs personnages est inspiré du sien, comme Sasuke Uchiwa, Asuma Sarutobi, Hiruzen Sarutobi, Konohamaru Sarutobi, et un personnage appelé Sasuke Sarutobi (le père de Hiruzen Sarutobi). Il est mentionné que Sasuke Uchiwa avait été nommé d'après Sasuke Sarutobi dans l'espoir qu'il devienne un aussi grand shinobi que lui. Dans la série parodique Ninja Nonsense (en), tous les hommes ninjas sont appelés Sasuke. 